# 格伦科 (明尼苏达州)
格倫科（英語：Glencoe）是一個位於美國明尼蘇達州麥克萊德縣的都市。根據2010年美國人口普查，該地共人口5631人，而該地的面積約為8.37平方千米。同時該地也是麥克萊德縣的縣治。

## 地理
格倫科的座標為44°46′14″N 94°09′04″W / 44.77056°N 94.15111°W，而該地的平均海拔高度為304米（即997英尺）。